# 汪洋中的一條船 (電影)
《汪洋中的一條船》是依據台灣作家鄭豐喜所撰寫的自傳《汪洋中的一條船》改編的電影，中央電影公司出品。上映前，因為劇本版權問題，讓拍攝進度有所延宕；後來經由中影總經理梅長齡與鄭豐喜遺孀吳繼釗相談協議後，正式簽訂拍攝版權合約。
上映後，旋即造成盛況空前的轟動，創下極高的賣座紀錄。

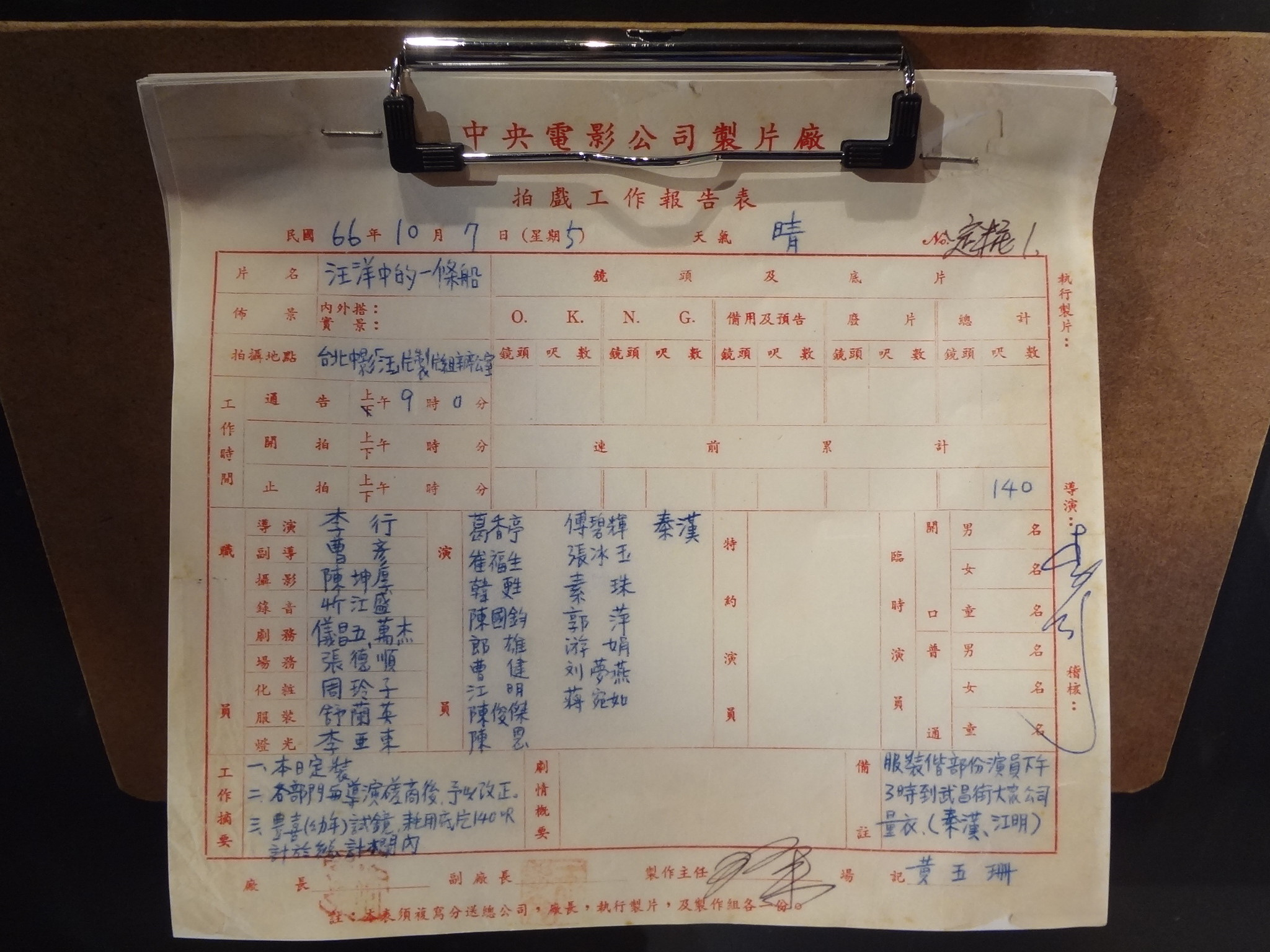
中央電影公司製片廠《汪洋中的一條船》拍戲工作報告表

## 概述
故事劇情述說鄭豐喜奮發向上的歷程，以尊嚴克服逆境創造自己的人生，最終成為一位生命的勇士，帶給世人艱辛燦爛的榜樣；亦反映當時國家處境及生命意義的反思。整個舞臺在嘉義縣東石鄉港墘國民小學取景，並曾依製作需求前往臺北市中正區寶藏巖拍攝，構築出早期台灣艱困生活環境、以及鄭豐喜不屈不饒的求學過程。

## 劇情簡介
台灣雲林縣口湖鄉的一處農家裏，鄭老伯期待著第十一個孩子的出生，並取名為豐喜。
豐喜出生後，患有先天性小腿萎縮，雙足畸形。可是，家境貧寒的豐喜幾近遭到悶死的厄運，幸得爺爺的阻止和呵護，才得以留在家裏。由於，豐喜在爺爺的呵護下，從小就很聰明懂事，博得鄰居和賣藝趙伯伯的喜歡。
六歲的豐喜，為減輕家庭生活負擔，遂成趙伯伯的徒弟，跟著四處耍猴賣藝，彼此相依為命。那段日子裏，豐喜在艱難困苦的人生際遇中，不僅學會做人的道理，還磨練堅韌的意志。趙伯伯被心臟病奪去生命後，豐喜只能獨自流浪生活，一直到被偶遇的老鄉帶回為止。
返家的豐喜，並沒有跟父母一起居住，跟著五哥在郊外養起鴨子，靠著辛苦勤奮的努力工作，憑藉一百多隻鴨子養活自己。某日，一場特大暴風雨，不僅沖走所有的鴨子，還差點奪去豐喜的生命。此後，豐喜的父母再也不讓他獨自離家生活。
九歲的豐喜，進入學校求學，靠著自強不息的毅力和求存圖強的進取精神，榮獲優異的學習成績。十幾年後，高中畢業的豐喜事跡經當地報紙報導後，引起社會的強烈反響。為此，校長和醫院院長特為豐喜裝上假肢，實現終於能夠站著走進大學校門的願望。
大學期間，豐喜一方面持續打工掙錢，另一方面將自己的經歷寫成自傳《汪洋中的一條船》參加徵文比賽，引起台灣社會廣大的迴響。此書深深感動著同校法律系女學生吳繼釗，儘管她有來自父母的反對壓力，仍毅然持續交往。大學畢業後，倆人結為夫妻，並育有兩女。
1975年，鄭豐喜因肝癌逝世，享年31歲。

## 人物角色
| 角色名稱                 | 演員   | 備註                           |
| ------------------------ | ------ | ------------------------------ |
| 鄭豐喜（成年）           | 秦漢   |                                |
| 吳繼釗                   | 林鳳嬌 | 鄭豐喜的大學學妹，後來二人結婚 |
| 鄭豐喜（童年）           | 歐弟   |                                |
| 鄭豐喜的父親             | 葛香亭 |                                |
| 鄭豐喜的母親             | 傅碧輝 |                                |
| 吳繼釗的父親             | 崔福生 |                                |
| 吳繼釗的母親             | 張冰玉 |                                |
| 呂良仁                   | 江明   | 吳繼釗的表哥                   |
| 北港高中校長             | 曹健   |                                |
| 鄭豐喜投靠的耍猴江湖藝人 | 韓甦   |                                |
| 孟玲                     | 劉夢燕 | 大學同學                       |
| 莊信雄                   | 伍克定 | 大學同學及室友                 |
| 徐錦章                   | 郎雄   |                                |
| 房東許太太               | 游娟   |                                |
| 小學老師                 | 李芷麟 |                                |
| 五哥(幼年)               | 陳恩   |                                |
| 鄭豐喜的二叔             | 王宇   |                                |
| 五哥(成年)               | 丁國勝 |                                |
| 產婆                     | 素珠   |                                |
| 鄭豐喜的祖父             | 陳國鈞 |                                |
|                          | 周少卿 |                                |
| 照相館老闆               | 吳松   |                                |
| 舊書店老闆               | 郭萍   |                                |
|                          | 王菲   |                                |
|                          | 王昌熾 |                                |
|                          | 周台生 |                                |
|                          | 孫傑   |                                |

## 獎項
| - 金馬獎 - 「最佳劇情片女主角獎」：林鳳嬌 - 「最佳劇情片男配角獎」：丁國勝 - 「最佳劇情片剪輯獎」：廖慶松 - 「最佳劇情片音樂獎」：翁清溪 - 「最佳影情片錄音獎」：忻江盛 - 「最佳童星獎」：歐弟 | - 金馬獎 - 「最佳劇情片獎」 - 「最佳劇情片導演獎」：李行 - 「最佳劇情片男主角獎」：秦漢 - 「最佳劇情片編劇獎」：張永祥 - 「最佳劇情片攝影獎」：陳坤厚 - 「演技優良特別獎」：歐弟 - 亞太影展 - 「最佳劇情片導演獎」：李行 - 「悲劇片最感人男演員獎」：秦漢 - 「最傑出女演員獎」：林鳳嬌 - 國際天主教電影協會 - 「特別獎」（金炬獎） |

## 逸事
1985年，《汪洋中的一条船》和同屬中影出品的《源》在中国大陆各地公开上映，深获好评；這是自1949年中華民國政府遷入台灣以來，首次在中國大陸公開放映的台灣電影之一。另一说，《汪洋中的一条船》是1986年10月在上海首映，之后再在大陆各地公映。但是，此时中国大陆并未获得《汪洋中的一条船》版權。1986年7月2日，中影總經理林登飛則譴責中國共產黨未取得電影版權、逕行拷貝影片後擅自在中國大陸公開放映，並下令追查拷貝流出地區。1987年，百花奖将《汪洋中的一条船》中的秦漢列为最佳男主角候选人之一。1988年，台湾电影以转口贸易方式正式在中国大陆放映。1990年，李行等台湾电影导演代表团正式将《汪洋中的一条船》等电影带到中国大陆供观摩。
李行因此片於1978年榮獲中華民國總統蔣經國頒發華夏獎章，成爲台灣電影界榮獲華夏獎章的第一人。

## 備註
1. ↑  香港電影票房 1979 〔華語電影〕 （页面存档备份，存于），〈香港電影票房全紀錄〉
2. ↑  .   [2007-08-28]. （原始内容存档于2008-03-25）.
3. ↑  .   [2007-07-10]. （原始内容存档于2020-11-28）.
4. ↑  電影「南國再見！南國」　取景寶藏巖 （页面存档备份，存于），TVBS新聞
5. 1 2 3 4  黄仁：两岸电影文化交流合作的影响和成果（1924-2005） （页面存档备份，存于）2006-5-18
6. ↑  1985年之前，白景瑞的《家在台北》和李行的《彩云飞》曾先後在广州、上海、北京等地上映。
7. ↑  汪洋中的一條船：鄭豐喜 （页面存档备份，存于），公共電視台
8. ↑  台灣電影史料庫 （页面存档备份，存于），〈台灣電影資料庫〉

## 外部連結
- 開眼電影網上《汪洋中的一條船》的資料（繁體中文）
- 香港影庫上《汪洋中的一條船》的資料（繁體中文）
- 时光网上《汪洋中的一條船》的資料（简体中文）
- 豆瓣电影上《汪洋中的一條船》的資料 （简体中文）
- AllMovie上《汪洋中的一條船》的资料（英文）
- 互联网电影数据库（IMDb）上《汪洋中的一條船》的资料（英文）
- 汪洋中的一條船（He Never Gives Up），〈台灣電影資料庫〉